# Saint-Boingt
Saint-Boingt ist eine französische Gemeinde mit 74 Einwohnern (Stand 1. Januar 2022) im Département Meurthe-et-Moselle in der Region Grand Est (vor 2016 Lothringen). Sie gehört zum Arrondissement Lunéville und zum Kanton Lunéville-2.

## Geografie
Die Gemeinde liegt etwa 35 Kilometer südöstlich von Nancy im Süden des Départements Meurthe-et-Moselle an der Grenze zum Département Vosges. Nachbargemeinden sind Rozelieures im Nordwesten und Norden, Vennezey im Nordosten, Essey-la-Côte im Osten, Damas-aux-Bois (im Département Vosges) im Süden und Südwesten sowie Saint-Rémy-aux-Bois im Westen. Der Fluss Euron durchquert die Gemeinde und bildet streckenweise die Gemeindegrenze.    

## Geschichte
Die heutige Gemeinde wurde 1177 als Cembench erstmals in einer Urkunde der Abtei Beaupré erwähnt. Saint-Boingt gehörte historisch zur Vogtei (Bailliage) Châtel und somit zum Herzogtum Lothringen, das 1766 an Frankreich fiel. Bis zur Französischen Revolution lag die Gemeinde dann im Grand-gouvernement de Lorraine-et-Barrois. Von 1793 bis 1801 war die Gemeinde dem Distrikt Lunéville zugeteilt. Saint-Boingt war von 1793 bis 2015 Teil des Kantons Bayon und liegt seit 2015 innerhalb des Kantons Lunéville-2. Seit 1801 ist Saint-Boingt zudem dem Arrondissement Lunéville zugeordnet. Die Gemeinde lag bis 1871 im alten Département Meurthe.

## Bevölkerungsentwicklung
| Jahr                       | 1962 | 1968 | 1975 | 1982 | 1990 | 1999 | 2007 | 2019 |
| Einwohner                  | 107  | 89   | 78   | 69   | 66   | 81   | 76   | 71   |
| Quellen: Cassini und INSEE |      |      |      |      |      |      |      |      |

## Verkehr
Saint-Boingt liegt unweit bedeutender Verkehrswege. Der Verkehr auf der Bahnstrecke von Mont-sur-Meurthe nach Bruyères wurde 1980 eingestellt und ist heute teilweise ein Radweg. Die E23 führt wenige Kilometer westlich und südwestlich der Gemeinde vorbei. Der nächstgelegene Anschluss ist in Charmes. Für den regionalen Verkehr sind die D22d und die D134 wichtig, die durch das Dorf führen.

## Sehenswürdigkeiten
- Dorfkirche Saint-Hydulphe aus dem 18. Jahrhundert; mit sehenswerter Kirchenausstattung
- Wegkreuz am südlichen Dorfeingang und Calvaire bei der Kirche
- Kreuz auf dem Dorffriedhof aus dem 17. Jahrhundert
- Gedenkplatte für die Gefallenen[1]

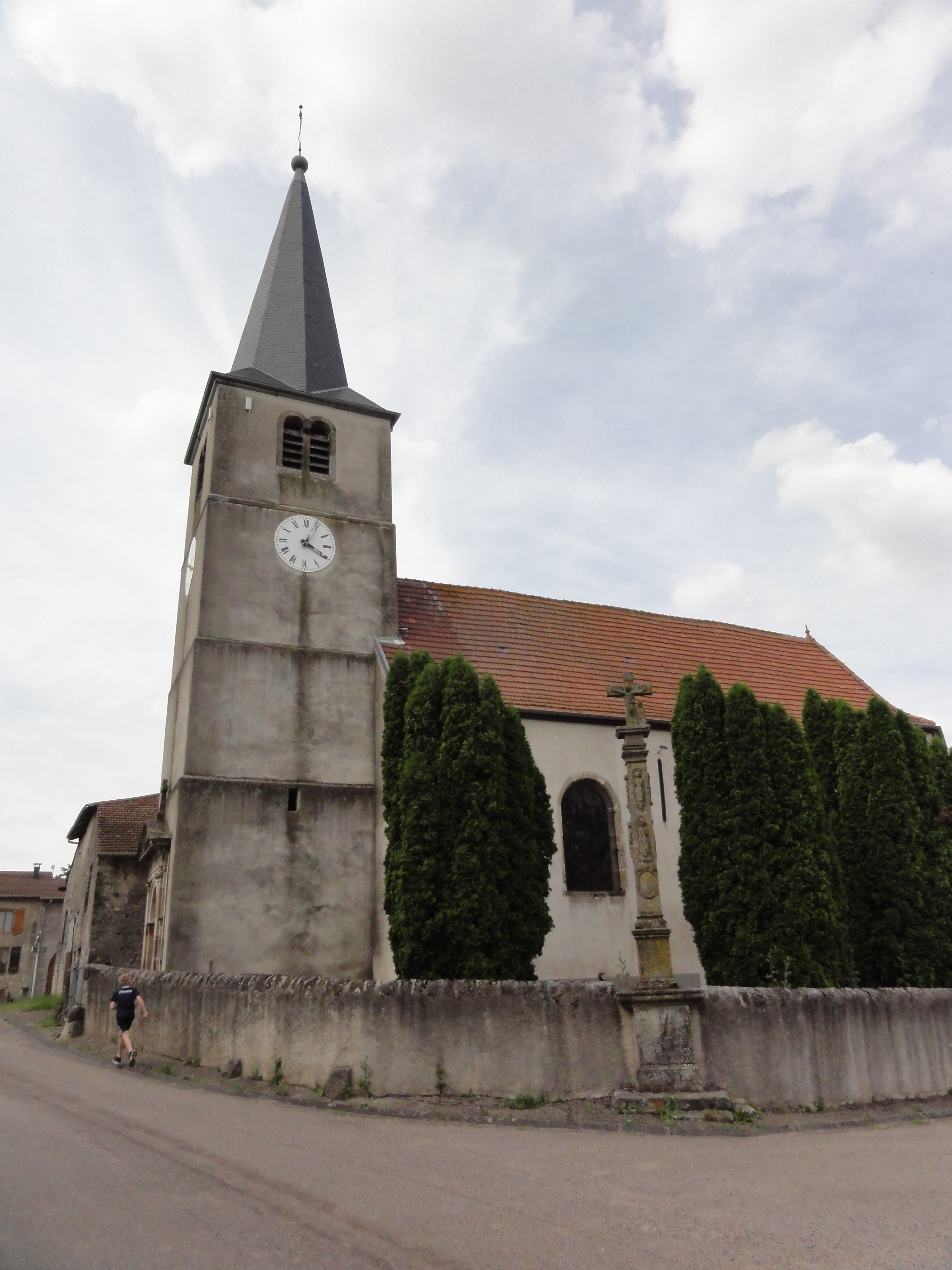
Dorfkirche Saint-Hydulphe
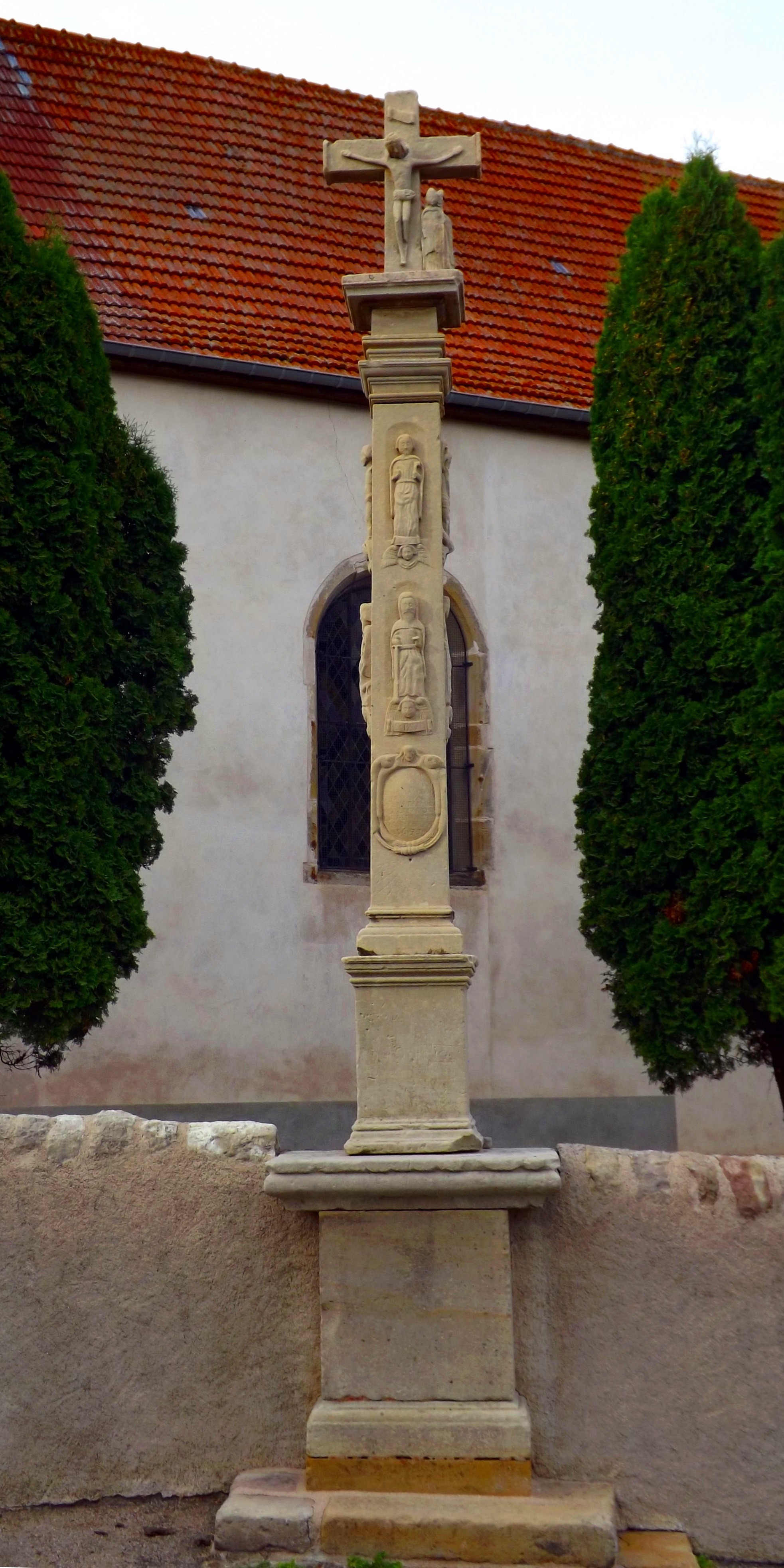
Calvaire an der Dorfkirche
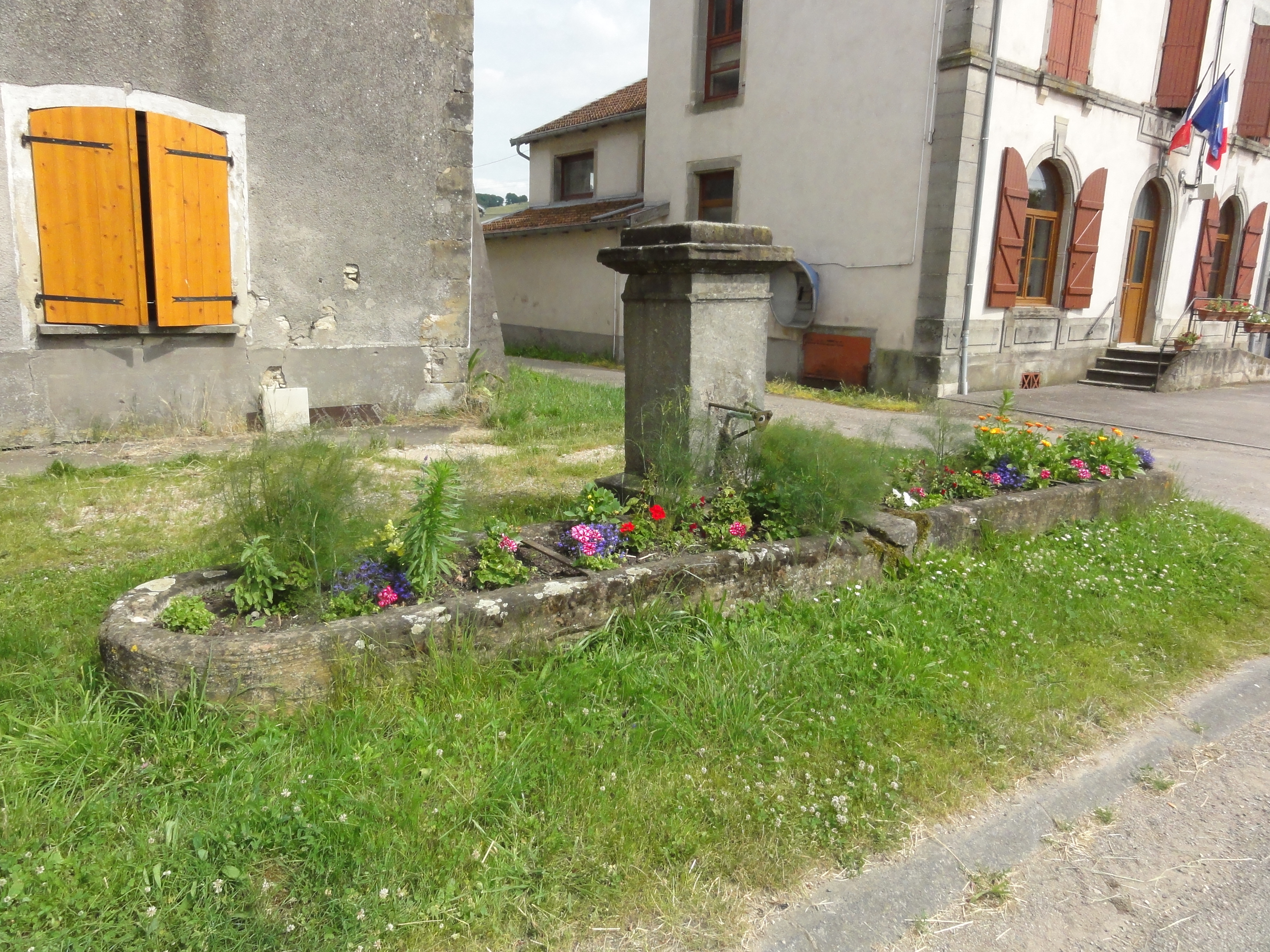
Brunnen neben der Mairie